# Charles Montgomery Skinner
Pour les articles homonymes, voir Skinner.
Charles Montgomery Skinner, né le 15 mars 1852 à Victor (New York) et mort le 20 décembre 1907, est un écrivain américain.

## Biographie
Il est le fils de Charles A. Skinner, pasteur de l'Église universaliste, et de Cornelia Bartholomew. Son frère cadet, Otis Skinner, né en 1858, est un acteur qui obtient de grands succès au théâtre, et comme auteur (Footlights and Spotlights, Mad Folk of the Theatre). La fille d'Otis, Cornelia Otis Skinner (1899-1979), est aussi une actrice au théâtre et au cinéma, auteur de plusieurs livres, dont une biographie de son père. 
Charles M. Skinner débute dans le journalisme. Il sera l'éditeur du célèbre journal le Brooklyn Eagle, qui a compté Walt Whitman parmi ses directeurs. En 1876, il épouse Ada Blanchard. Il est l'auteur d'une étude sur Walt Whitman publiée dans The Atlantic Monthly en 1903. Son œuvre majeure demeure la collecte et l'écriture des légendes propres aux États-Unis d'Amérique, réunies dans un volumineux ensemble (Myths and Legends of our own Land, 1896).

## Œuvres
Le souci de Skinner est de mettre en évidence une mythologie propre aux États-Unis, nation jeune, sans passé et donc sans traditions. Il montre qu'entre les aventures des premiers pionniers, les mythes et légendes des peuples indiens et leurs interconnexions, il y a là une matière extrêmement riche qui a été déjà, très partiellement, exploitée par des auteurs comme Washington Irving : Myths and Legends of our own Land (1896). Ses collectages vont au-delà des États-Unis : Myths and Legends Beyond Our Borders et Myths and Legends of Our New Possessions and Protectorates (1899). Son vœu est que ces histoires éparses constituent un corpus mythologique qui luttera contre la déshumanisation de l'âge industriel.
Skinner est aussi un auteur de théâtre (Villon, the Vagabond). Toujours dans son optique du maintien d'une certaine « qualité de vie », certainement précurseur de l'écologie[réf. nécessaire], il publie un guide pour créer des jardins et des espaces verts dans les villes, ainsi que des ouvrages consacrés à la nature (With Feet to the Earth, Do-Nothing Days). Il commente l'économie active de son pays dans Workers and the Trusts and American Communes.